# Itek Air
Itek Air (russe : ООО Авиакомпания «ИТЕК-ЭЙР») était une compagnie aérienne basée à Bichkek au Kirghizistan. Cette compagnie était interdite de vol dans l'Union européenne.

## Destinations
En janvier 2008, Itek Air assure des vols à destination de, :

### Asie
Asie centrale
- Kirghizistan
  - Bichkek (aéroport international de Manas) Hub
  - Och

Asie de l'Est
- République populaire de Chine
  - Ürümqi (Aéroport international Diwopu)

### Europe
- Russie
  - Moscou (Aéroport international Domodedovo)

## Incidents et accidents

### Vol Iran Aseman 6895
Le 24 août 2008, un Boeing 737, opéré par Itek Air sur un vol charter pour le compte de Iran Aseman Airlines (vol numéro 6895) s'écrase près de Bichkek, au cours d'une tentative d'atterrissage d'urgence 10 minutes après avoir décollé. Soixante-huit personnes meurent et vingt-deux survivent.

## Flotte
La flotte est composée des appareils suivants:
- 2 Boeing 737-200